# Polia nimbosa
Polia nimbosa là một loài bướm đêm trong họ Noctuidae.